# Myrmecia cydista
Myrmecia cydista är en myrart som först beskrevs av Clark 1943.  Myrmecia cydista ingår i släktet bulldoggsmyror, och familjen myror. Inga underarter finns listade i Catalogue of Life.